# Ruillé-Froid-Fonds
Ruillé-Froid-Fonds település Franciaországban, Mayenne megyében. Lakosainak száma 575 fő (2022. január 1.). Ruillé-Froid-Fonds Villiers-Charlemagne, Le Bignon-du-Maine, Fromentières, Saint-Charles-la-Forêt és Gennes-Longuefuye községekkel határos.

## Népesség
A település népessége az elmúlt években az alábbi módon változott:
| Lakosok száma | 558  | 442  | 398  | 492  | 521  | 555  | 569  | 566  | 565  | 575  |
|               | 1968 | 1982 | 1990 | 2006 | 2013 | 2015 | 2017 | 2019 | 2020 | 2022 |